# 劈掛拳
劈挂拳，又寫為披挂拳，因多用掌，故而又称劈挂掌，中國傳統拳种之一，屬於長拳體系，為流行於河北滄州一帶的通臂拳分支，又稱通臂劈掛拳或劈掛通臂拳。也寫為通備拳。因為其中一套套路拳叫抹面拳，俗稱抹面拳。
劈挂拳擅长中、远距离克敌制胜，讲究放长击远，它将中国武术“一寸长、一寸强”的技击理论发挥得淋漓尽致，对于技击空间的控制，讲究远则长击，近则抽打，可收可放，可长可短，劈挂拳发展至今，技术体系完善，内容丰富多彩，拳械全面。

## 歷史

### 起源
劈挂拳历史悠久，在明代中期，就流行于民间。相傳起源於滄州東南孟村的吳鐘，但據說因吳鐘的女兒嫁到羅疃，將劈掛掌傳至羅疃，故孟村多以八極拳為主，而羅疃則盛行劈掛掌。
但根據考證，劈掛掌原流行在滄州附近的鹽山，清末鹽山著名武師李雲標與羅疃李大忠結為好友，使得劈掛掌傳入羅疃，與八極拳結合，成為羅疃地方的拳術特色。
戚继光（1528~1587）在《纪效新书》中，对劈挂拳就有精辟的论述。在《拳經捷要篇》中提到“活足朝天而其柔也。”这是指劈挂拳腿法灵活，並對对该拳“提膝护胸，伸足朝天，左右抹面（十字披红）”等腿法有許多讚賞。也提到了“披掛橫拳，而其快也。”指的是劈掛拳快猛迅變，猶如“轆轆翻扯”，立劈橫抽，直來橫擋，橫來直擊，使敵進犯不利，勝似戴盔披甲，“劈掛拳”因而得名。并在本篇中，把“抛架子抢步披挂”一招列入“择其善者”而编成的三十二势长拳中。

### 清代
戚继光之后，到清朝中期，河北沧州出现劈挂拳的两大支。一支是沧州南皮大庞庄郭大发。此人早年在京保缥，后为皇宫禁军护卫。这一支传授的内容是劈挂拳的快套、挂拳等。而另一支，是沧州盐山大左家村左宝梅（人称左八爷），他传授的内容是劈挂拳慢套和青龙拳。

### 民初
至民国初的一百多年，沧州演练此拳的人逐渐多了起来。随之劈挂拳名人辈出。其中最著名的有：肖化成、李云表、赵世奎、黄林彪、郭长生、马凤图、马英图、曹晏海、左清甲等。
1928年在南京成立了中央国术馆，任国术馆少林科科长的武术大师马英图和国术馆特聘教授郭长生，恰是当时沧州盐山、南皮两支劈挂拳代表人物。二人一见如故，相互切磋技艺，使长期分离的两大支劈挂拳“破镜重圆、合为整体”。继之，二位人对原来的劈挂拳重新进行修改，修改后的劈挂拳“神韵倍增、面貌全新”。可以说这是劈挂繁衍传承中一次质的飞跃。
劈挂拳原传流中无器械套路，郭长生、马英图为使这一优秀拳种系统完整，在30年代初，创编了疯魔棍、劈挂刀。从而填补了劈挂拳系没有器械套路的空白。之后，郭长生又集古刀之精华，并揉进了劈挂腰法和通臂步法，编创了较一路苗刀连击性更为突出的二路苗刀，此后苗刀也被视为劈挂拳系中的一个器械套路。
1937年，郭长生回归故里后，继续对劈挂拳进行精修研求，进而总结了快、活、多变、力沉长的技术特点。1984年，沧州体委成立了沧州武术馆，郭瑞祥任馆长，设劈挂拳班，面向全国招生，学员来自29个省、市、自治区，劈挂拳迅速传播到全国各地。1987年开始有日本、美国、韩国等国外学生专程来中国沧州学习劈挂拳。1976年至今，劈挂拳、疯魔棍、劈挂刀、苗刀在全国武术锦标赛、全国武术观摩交流等大会上，共获得几十枚金牌。仅郭瑞祥的门生王志海（沧州）、王华锋（北京体大）在全国武术大赛中就分别夺金牌6枚和4枚。郭瑞祥的日本学生古谢雅人在全日本大赛中夺取金牌四枚，另一日本女学生秋山幸于在全日本大赛中夺得金牌二枚，韩国学生李相俊在亚太地区武术大赛中又夺得国际金奖一枚。为使劈挂拳在全国范围内推广，国家体委委托郭瑞祥编写了《劈挂拳》一书，并被列为竞技规定教材，继之又由人民体育出版社出版了由郭瑞祥老师演示的劈挂拳VCD教学片。
1996年11月，成立沧州通臂、劈挂拳研究总会，推举郭瑞祥为会长，会后日本冲绳、韩国釜山、美国纽约、中国上海、北京、浙江、吉林相继成立了分会，使劈挂拳这一传统技艺在全世界有了一个统一的组织,使劈挂拳成为知名度较高的拳种。

## 原理
劈挂拳的形成，是历代劈挂拳人对自然界变化的一种独到见解和解释。劈挂拳原称“披卦拳”，劈和挂为本拳的两大功法，它们有机的结合成为劈挂拳实用之核心。“披者，打开、破开之谓也；卦者，八卦，伏羲氏所创也”，指方位五行的变化。顾名思义，披卦者，指打开，破译八卦变化之玄奥，揭开五行相生相克，变化无常、不立不破、不破不立的自然规律的奥秘。用于拳理之中，称劈挂拳。后人传承至今，使之相辅相成，运用至纯熟，从而达到控制对方和掌握自然规律的目的。
拳诀云“八卦者，乾三连，坤六断，震仰盂，艮覆碗，兑上缺，巽下断，离中虚，坎中满，用法金木水火土”“由乾始，至坤终，阴阳迭为消长，循环无端”。具体体现于拳中，则为“动静、开合、吞吐、攻守、刚柔、虚实”等，用功于内而形于外，封自身之五行，以克对方之五行。拳诀云“二人相争，先闭五行”，“金木水火土五行也，金生水，水生木，木生火，火生土，土生金”。
劈斩之法属金，金利如斧，能剋木，由上而下，势如破竹，以竖破横也；向上豁打属火，火能剋金，豁挂挑撩诸势借火焰上冲之力，以破劈打；捋带圈拦之法属水，水能剋火，用压拨捋拦之法以横制竖；横击之法属土，土能剋水，横推直撞之功以制顺；崩打扳搅之法属木，木能剋土，向上或向下以斜劲化破横力。如此互为剋制，生剋变化无穷。
生剋乃为辩证的统一，二人相争，对立面相互转化，互为所制，因而应处处争取主动，使对立面向有利于自己而不利于对方的方面转化。如劈挂拳步法中的绕步、弧形步的运用，以及身法的闪身斜进等，使对方处于被动状态，再加上拳打不知，以迅雷不及掩耳之势，不容其招架，不容其还手，以快打迟，以快占先，其中更有虚虚实实，用虚若实，用实若虚，其机巧变化，声东击西，指上打下，引诱使来，发挥使去，从容应付，得心应手，则可稳操胜券。

## 风格特点
劈掛掌大開大閤，長於遠攻，與八極拳的近身短打有互補之妙，所以自古即有「劈掛參八極，英雄嘆莫及。八極參劈掛，神鬼都害怕。」的俗語流行。
劈挂拳要求单势与套路相结合，理象会通（拳理与形式），体用兼备（健身与实战），互为补充，注重力从腰发，用胸部的吞吐和腰部的拧转折叠配合两臂的运动，使动作大开大合。在运动上表现为：滚、勒、劈、挂、斩、卸、剪、采、掠、摈、伸、收、摸、探、弹、砸（锄）、擂、猛等十八字诀。

### 攻防
在技击上讲究吞吐伸缩，放长击远，回环折叠，虚实往返，招法珠连，带攻猛进。主张以快打慢，以长制短，闪进玫取。基本攻防规律为高来则挂，低来则劈，横来则拦，顺来则搬。其拳谚云：“千趟架子万趟拳，出来一势打不完。”對战时讲究「击中目标是小胜，打倒目标乃上乘。」

### 劲法
主要劲法有辘轳劲，翻扯劲、吞吐劲、滚勒劲、通透劲等。发力时要求臂、肩、胸、腰、背 、胯、膝、腕各关节柔活自然，放松不拘，合蓄开发，势猛力柔，柔中含刚，即蜿蜒蛇行，用之轻松，意含铁石。运力时劲力集中于”吞吐开合，起伏拧转”。躯干开合如弓，胝胸背吞似 弦，发出之力尤如离弦之无影快箭，与上下肢及躯干的起伏拧转形成调全身之力，以最快带度集中于一点的合力。

### 运臂
手臂的动作特点是：两臂条直，搂臂合腕，大劈大挂，放长击远。 躯干和下肢的作用特点是：前握后扣，吞胸凸背，缩肩藏头，拧腰切胯，合膝钻足，收腹敛臂。 其步法多为跨步、辗转步、激绞连环步。运动时步法灵活多变，连环交织，快如激涛之浪，一经接触，使对方防不胜地防，形成了逢进必跟，逢跟必进，进跟连环，环环相套，敏捷疾速 的独特风格。

### 演练
套路演练时表现为：起落钻伏，伸收摸探，开合爆发，蜿蜒蛇行，快捷灵活，犹如大江奔放 ，气势磅礴，起伏跌宕，川流不息，疾风怒涛一泻千里。 眼法上要求一眼、二胆、三打技术快与慢。有拳谚云：”眼为先锋，脑为主帅、手足则是五营四哨之将兵。”行拳应战时要做到观前后，顾左盼右，望远视近，随形出招，步到招到眼先到。练功时注重慢拉柔练，调劲运气，蓄精欲神，体健神会。即：慢拉架子、快打拳、急打招、气沉丹田。

### 整体
表现在整体上则是：大合大开，猛起硬落。合如伏炮，缩身藏头开如炮发，上下展炸。两臂劈挂，柔实抽鞭，长击准抽，翻腾不息。劲力饱满，舒展飘逸。即在交错劈挂的运用中松肩舒背，臂起时绵柔快速，劲力通透，劈落时力猛如炸弹，体现了柔中寓刚的特点。其风格是迅猛快捷，大劈大挂，起落钻伏，伸收摸探，拧腰切胯，开合爆发。双臂密如雨，快捷似闪电，劈挂赛抽鞭，发力似炸弹。劲力饱满，动作舒展，神形自如，洒落骄健，疾带多变。拳谚云：”势无定势，形无定踪”。”疾若奔涛怒浪，又似风雷搅顶缓似轻风刚为实。动 静快慢，刚柔虚实，互相转化。 身法要求掩胸蜗背，蜿蜒蛇行，直出侧入，变转灵活。

## 体系
劈挂拳的技术内容较为丰富，主要包括单势训练、拳术、器械和实战。

### 单势运用及基础套路
单劈手、双劈手、开山炮、倒发乌雷、搅地龙、鹞子穿林、埋伏 势，抄手起家、双撞掌、大跨步、十二趟子、十趟弹腿等。

### 拳术套路
流传在甘肃及西北诸省的是马凤图所传的劈挂拳。称为一路劈挂、二路青龙 、三路飞虎、四路太淑和大架子拳。民國初年，馬鳳圖曾將翻子拳和戳腳拳架加入劈掛掌之中，編成通備翻子拳，豐富了劈掛掌的內容。
河北滄州郭长生一支的劈挂拳則有五套，分別为掛拳、披掛拳(別名:毛鞭拳,慢套披掛)、快套劈挂拳、青龙拳(與披掛拳唯一正一反，由下往上打)和炮捶(短打)。两者说法不同。其风格特点都大同小异。

### 器械
劈挂拳经近世的马凤图、马英图、郭长生等人总结、充实和扩展，器械也较为丰 富。流传于世的主要有：奇枪、六合大枪、風磨棍、鞭杆、三节棍、劈挂单刀、劈挂双刀、苗刀(雙手刀法)、宣化剑（通备大剑/七十三劍），緹袍剑（通备小剑）、凤头钩（护手钩带刺）、拦门撅等。

## 应用
劈挂拳行拳，气势磅礴，势不可当。行拳以腰为轴，走轮子劲和辘轳反扯劲，要求两臂条直，放长击远，讲究一寸长一寸强，以长制短，两臂大开大合，大劈大挂，两臂交劈，势如破竹，劲猛沉实，能放能收。步法多绕步、跟步、闯步，多蹿蹦跳跃，灵活多变，身法闪展腾挪，起落钻伏，有鹞子穿林之巧，狸猫扑鼠之妙，倒翻五擂之猛。讲究“前掩胸、后走横，上挂耳、下护裆，滚肩闪劈反扯劲，搂膝绕步把人伤”。
劈挂拳手、步、腰三盘圆活运转，三盘连进，反身横摆，横拦斜击，以竖破横，以横解竖，倒挂反撩，圆斩削劈。身以闪身而进，手以滚肩而发，步以绕步为上，全身螺旋拧裹，走轮子辘轳反扯劲，见招打势，灵活多变，一势连三手，以长制短，以快打迟。
劈挂拳讲究以长为主，兼容短打，放长击远，劈挂挑撩，辘轳反扯，反扯辘轳，滚背闪劈掌，上打乌云罩月，下走吃绕撤锁，高来挂取斜进，低来拨拍走撑，出手不见手，遇强侧门走，直来闪进加捋带，横来挑按转身攻，手起先撩阴，开合来伤人，有开自有合，拳法必用搓。
劈挂拳作为传统拳术，在几百年的发展过程中，有着独特的演练风格和技击特点，其中乌龙盘打是其最重要的基本功之一，更是劈挂拳功与法之核心。

## 代表人物
著名的劈掛掌拳師有耿德海、肖華成、李文標、黃林彪、李書文、馬鳳圖等人。

## 外部連結
- 苗刀
- 中央國術館
- 郭长生[永久]
- [永久]